# Muhyi al-Dīn al-Maghribī
Muḥyi al-Dīn al-Maghribī (in arabo محيي الدين المغربي‎?), il cui nome completo era: Muḥyī al‐Milla wa al‐Dīn Yaḥyā Abū ʿAbd Allāh ibn Muḥammad ibn Abī al‐Shukr al‐Maghribī al‐Andalusī al-Maghribī (Spagna, 1220 – Maragheh, 1283) è stato un astronomo e matematico persiano che ha lavorato a Damasco, Siria e, infine, nel osservatorio di Maragheh, nell'Ilkhanato di Persia, dove ha lavorato sotto la guida di Nasir al-Din Tusi.
Ibn Abī al‐Shukr è conosciuto per le sue opere di trigonometria, Libro sul teorema di Menelao, Trattato sul calcolo del seno. Egli è anche noto per i suoi commenti su opere classiche di matematica greca, in particolare, il suo commento al Libro XV di elementi.

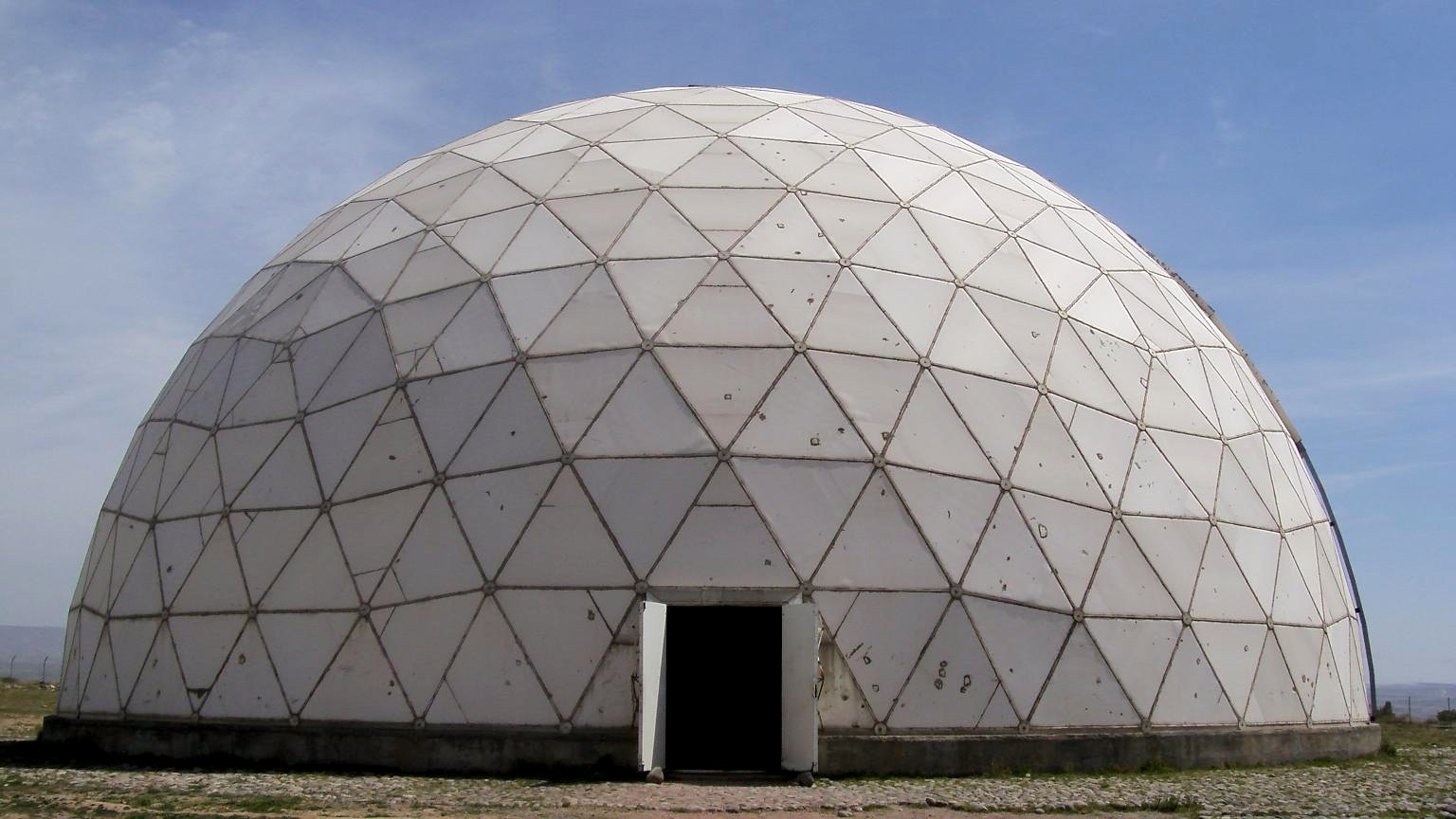
L'osservatorio di Marāgha, in cui Ibn Abī al-Shukr condusse le sue osservazioni sui pianeti

## Astronomia
I suoi lavori giunti fino a noi di astronomia includono:
- Tasṭīḥ al‐asṭurlāb: una descrizione della costruzione e dell'uso dell'astrolabio.
- Maqāla fī istikhrāj taʿdīl al‐nahār wa-saʿat al‐mashriq wa‐l‐dāʾir min al‐falak bi‐ṭarīq al‐handasa: una descrizione dei metodi geometrici usati per determinare la linea del meridiano, l'ampiezza crescente[5] e la rivoluzione della sfera celeste.
- Risālat al‐Khaṭā wa‐l‐īghūr: un'opera sui calendari cinese e uiguro, tradotto poi in arabo e persiano dall'originale cinese.
- Tre zij:
  - Tāj al‐azyāj wa‐ghunyat al‐muḥtāj (La corona del manuale astronomico), anche noto come al‐Muṣaḥḥaḥ bi‐adwār al‐anwār maʿa al‐raṣad wa‐l‐iʿtibār.
  - Adwār al‐anwār madā al‐duhūr wa‐l‐akwār: contiene le osservazioni astronomiche condotte a Marāgha.
  - ʿUmdat al‐ḥāsib wa‐ghunyat al‐ṭālib
- Tre commentari sull'Almagesto di Claudio Tolomeo:
  - Talkhīṣ al‐Majisṭī (Compendio dell'Almagesto): basato sulle sue osservazioni condotte tra il 1264 e il 1275.
  - Khulāṣat al‐Majisṭī (Sommario dell'Almagesto)
  - Muqaddimāt tataʿallaq bi‐ḥarakāt al‐kawākib (Prolegomena sul moto delle stelle): contiene cinque premesse geometriche sui moti planetari nell'Almagesto.